# Stanisław Podgórski
Stanisław Podgórski (7 de maio de 1905 — 15 de maio de 1981) foi um ciclista polonês. Competiu representando seu país, Polônia, nos Jogos Olímpicos de Verão de 1928 em Amsterdã, onde terminou em quinto lugar na prova tandem.